# McGarry (Ontario)
Pour les articles homonymes, voir McGarry.
McGarry est un canton situé dans le Nord-Est de l'Ontario, au Canada. Il est près de la limite entre l'Ontario et le Québec. Le canton comprend les communautés de Virginiatown et Kearns.
McGarry a une grande population francophone.

## Démographie
| 2001 | 2006 | 2011 | 2016 |
| ---- | ---- | ---- | ---- |
| 787  | 674  | 595  | 609  |